# Teenage Lament '74
Singles de Alice Cooper
Halo of Flies
(1973) Muscle of Love
(1974)
Teenage Lament '74 est une chanson d'Alice Cooper issue de l'album Muscle of Love. La chanson a été écrite et composée par le chanteur Alice Cooper et le batteur Neal Smith. Le single est produit par Jack Douglas et Jack Richardson et publié le 28 novembre 1973.
Le single s'est classé à la 12e position au Royaume-Uni, 16e en Irlande, 43e en Allemagne et à la 48e au Billboard Hot 100.
Liza Minnelli, Ronnie Spector et le trio féminin The Pointer Sisters ont enregistré les chœurs sur la chanson.

## Liste des titres
| A. | Teenage Lament '74 | Alice Cooper, Neal Smith    | 3:51 |
| B. | Working Up a Sweat | Alice Cooper, Michael Bruce | 3:31 |

| A. | Teenage Lament '74 | Alice Cooper, Neal Smith    | 3:20 |
| B. | Hard Hearted Alice | Alice Cooper, Michael Bruce | 4:50 |